# Pashmina

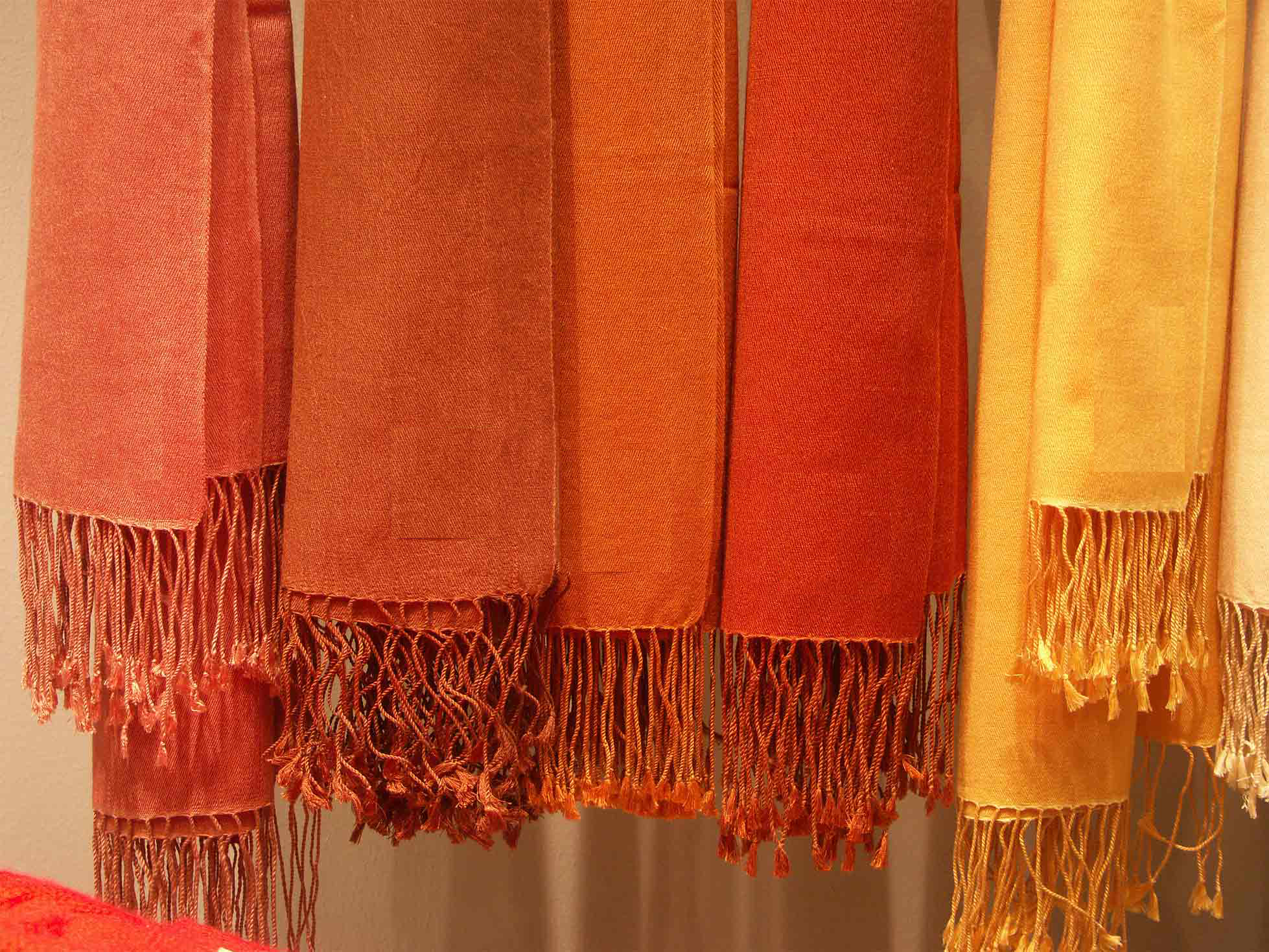
Pashmina-Schals aus Kaschmirwolle und Seide

Pashmina (persisch پشمینه / pašmina) ist, je nach Quelle, eine Bezeichnung für Kaschmirwolle der Changtangi-Kaschmirziege, für feine indische Kaschmirwolle oder ein Synonym für Kaschmirwolle. Pashmina bezeichnet ebenso Mischgewebe aus Kaschmirwolle und Seide in einem Verhältnis von 70 % zu 30 %.
Das Wort Pashmina stammt ursprünglich aus einem persischen Dialekt und bedeutet „Wolle“ oder „aus Wolle gefertigter Schal“ (persisch پشم pašm ‚Wolle‘). Es hat sich zunächst im nepalesischen und nordindischen Sprachgebrauch, später auch international pars pro toto als Bezeichnung für traditionell gewebte Schals und Tücher aus verschiedenen Materialien durchgesetzt. Für Damen sind sie meist circa 70 – 100 cm breit und bis zu 2 m lang, bei Herren bis zu 1,5 × 3 m.

## Eigenschaften
Pashminas können auf vielfältige Art und Weise getragen werden, etwa als loser Schal um den Hals geschlungen, mit einem Knoten versehen oder auch als weites Schultertuch. In Europa kamen sie etwa Mitte der 1990er Jahre in Mode. In den letzten Jahren wird der Begriff Pashmina nicht nur in Deutschland häufig im  Sinne einer Materialangabe missbraucht: Die Schals werden dann zum Beispiel als „100 % Pashmina“ bzw. „70 % Pashmina“ etikettiert. Da Pashmina jedoch keine nach dem deutschen Textilkennzeichnungsgesetz zulässige Materialangabe ist, ist dies in Deutschland eine Ordnungswidrigkeit, zumal versucht wird, potenzielle Kunden über die verwendeten Materialien zu täuschen.

## Reinigung
Wie alle proteinbasierten Fasern (Wolle, Seide) werden Produkte aus Kaschmirwolle durch eine chemische Reinigung (wasserfrei) oder per Hand in lauwarmem Wasser mit einem Wollwaschmittel gereinigt. Voll- und Buntwaschmittel sind ungeeignet, da sie proteinabbauende Enzyme enthalten, welche die Haarstruktur beschädigen. Bei hydrophilen Textilien wie Textilien aus Wolle kann ein Wasserkontakt aufgrund des Quellens und des beim Trocknen folgenden Schrumpfens zu einer Fadenverkürzung und somit zu einer Schrumpfung des Textils führen. In Wäschetrocknern wird die Schrumpfung verstärkt. Aufgrund einer Neigung zum Verfilzen sollten Textilien aus Kaschmirwolle nicht gewrungen oder gerieben werden.